# أندي أودونيل
أندي أودونيل (10 مارس 1925 - ) (بالإنجليزية: Andy O'Donnell)‏ هو لاعب كرة سلة أمريكي في مركز هجوم خلفي. لعب مع بالتيمور باليتس.

## وصلات خارجية
- أندي أودونيل على موقع إن بي أي (الإنجليزية)
- أندي أودونيل على موقع سبورتس رفرنس (الإنجليزية)
- أندي أودونيل على موقع ريلجم (الإنجليزية)
- أندي أودونيل على موقع بروبوليرز (الإنجليزية)